# Vells pins
Vells pins (en noruec:Gamle furutrær) és una pintura a l'oli realitzada pel pintor noruec Lars Hertervig l'any 1865 i és considerada una de les seves obres més importants. Correspon al segon període de la seva carrera artística.
Lars Hertervig va pintar aquesta obra als 35 anys en Stavanger (Noruega). És traslladat a aquesta ciutat, després d'haver passat part de la seva vida en un refugi per persones sense llar i a l'hospital Gaustad, on va treballar com a pintor. Va estudiar en l'Acadèmia d'Art de Dusseldorf sota l'ensenyament d'Hans Gude. El seu art està influenciat per les seves visites a Anglaterra i països mediterranis.

## Descripció
La imatge mostra tres pins morts en un bosc a primeres obres del matí amb una tonalitat grisa azulada. Un dels arbres ha caigut i s'inclina sobre els otos arbres. En el fons es representa la boira del clarejar, La terra fosca marca un contrast amb el cel brillant sobre un fons de becs de muntanyes nevades.
Inger M. Renger analitza la imatge l'any 2002, i la descriu com el procés de descomposició dels arbres i que forma part de la renovació natural dels boscos. Aquest autor mostra la transitorietat i l'eternitat en el cercle de la vida.

## Origen
La pintura va formar part de la col·lecció personal de l'artista Peder Aanensen el 1865. L'any 1940 la seva única filla Petra Aanensen, dona la seva col·lecció a la Societat d'Art de Stavanger. Des de 1992 el quadre pertany a la col·lecció del museu d'art Rogeland en Stavanger, més tard renombrado com a Museu d'art de Stavanger.

## Altres obres de Lars Hertervig amb el tema de bosc
|                   |                    |                      |               |                           |
| Bosc (Skog), 1853 | Fra Skånevik, 1854 | Rullstaddjuvet, 1855 | Tjärnen, 1865 | Paisatge (Landskap), 1902 |